# هاردتنر
هاردتنر (به انگلیسی: Hardtner) شهری در ایالت کانزاس کشور ایالات متحده آمریکا است که جمعیت آن در سرشماری سال ۲۰۱۰ میلادی، ۱۷۲ نفر بوده‌است.

## نگارخانه

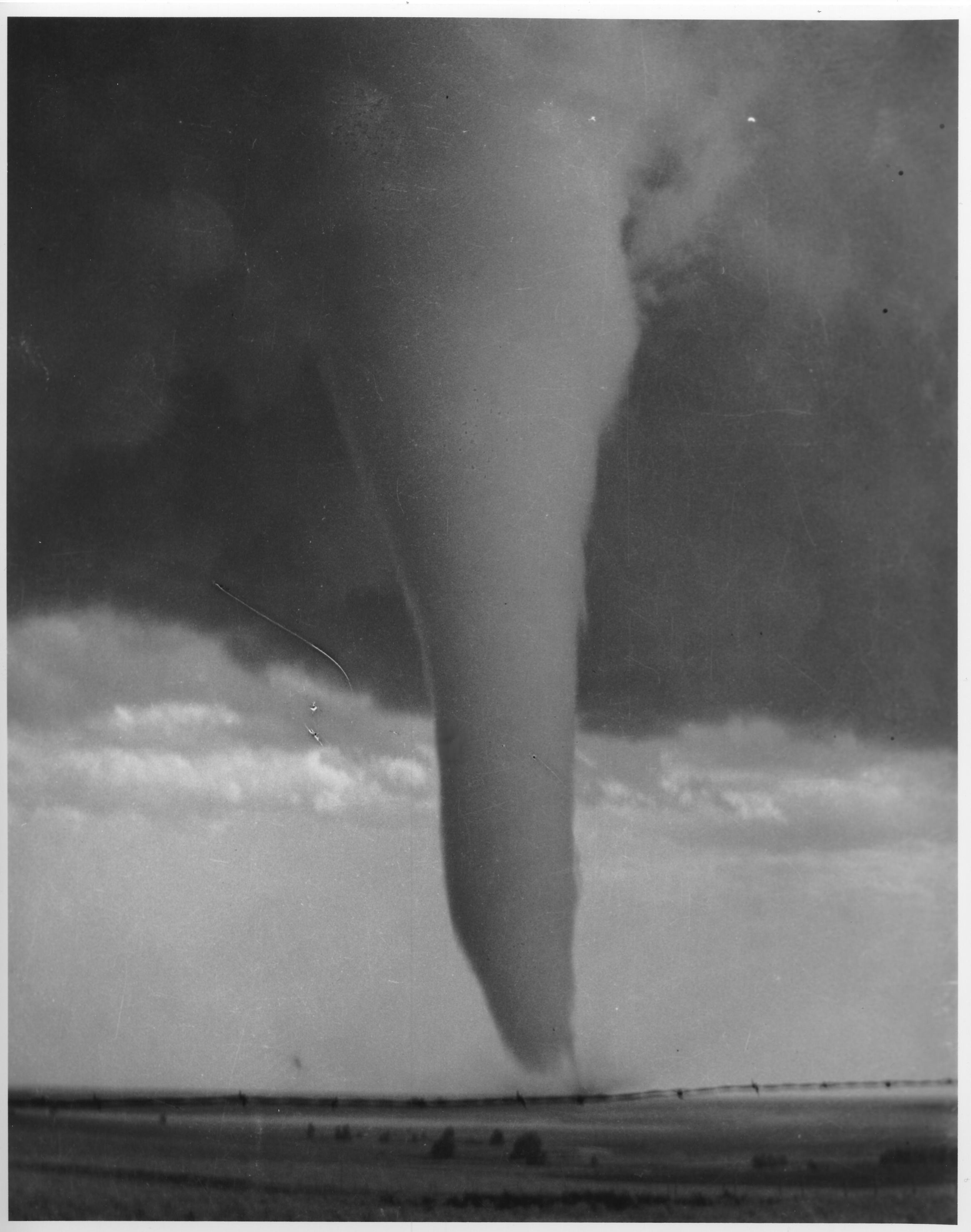
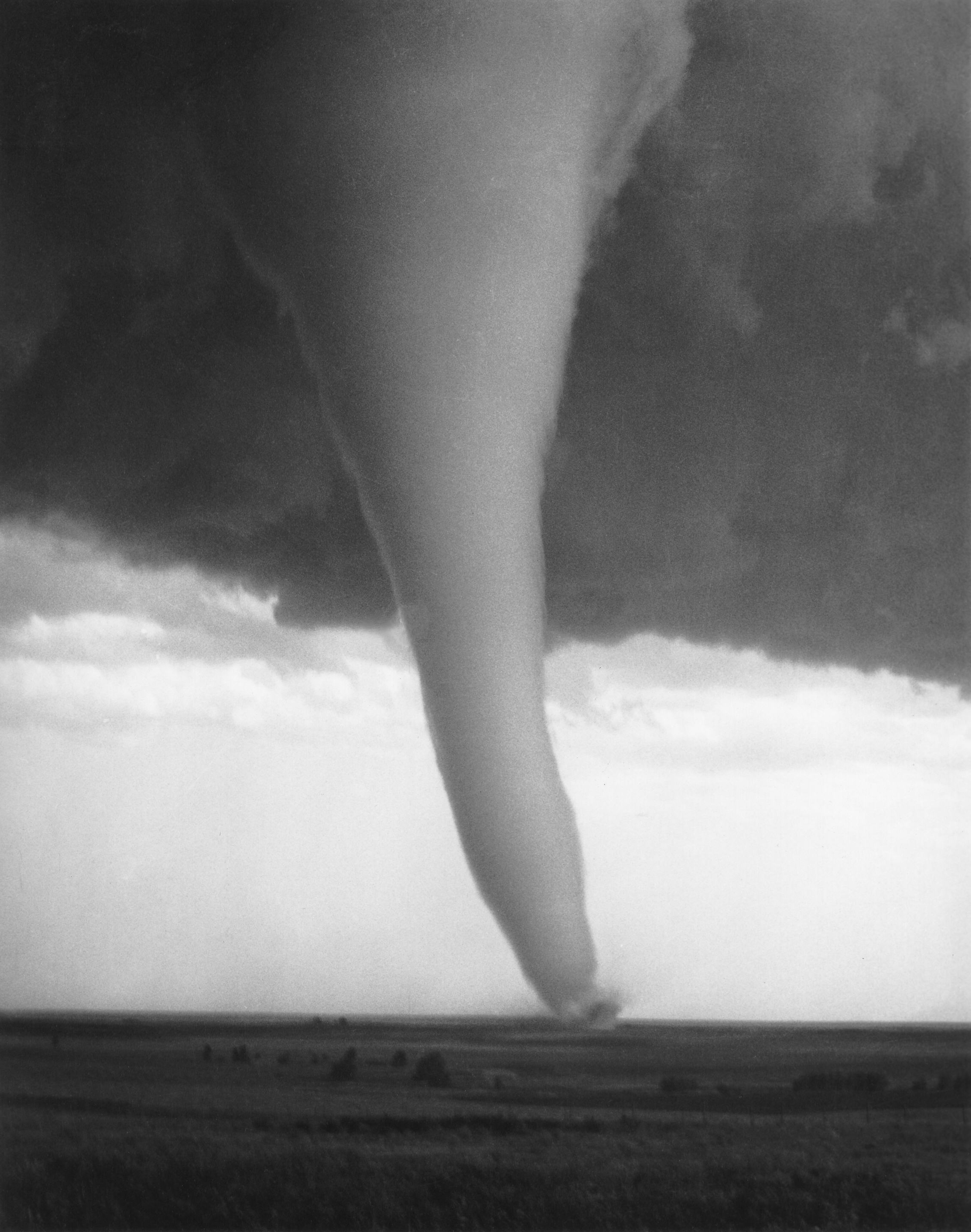